# Булаховский Лиман
Булаховский Лиман (укр. Булахівський Лиман) или Лиман (укр. Лиман) — озеро, расположенное на территории Павлоградского района Днепропетровской области Украины. Площадь — 0,5 км². Тип общей минерализации — солоноватое. Происхождение — пойменное. Группа гидрологического режима — сточное.

## География
Длина — 2,6 км, ширина средняя — 0,4-0,6 км. Глубина средняя — 0,2-0,3 м, наибольшая — 0,6 м. Котловина неправильной формы, вытянутой с запада на восток, с многочисленными заливами. Берега низменные, пологие, заболоченные или солончаковые, поросшие прибрежно-водной растительностью.
Булаховский Лиман расположен на реке Березнеговатая, которая впадет в озеро и вытекает из озера — в междуречье Самары и Волчьей, севернее села Булаховка. Сообщается с озером Солёное, которое расположено севернее. На берегах нет населённых пунктов.
Питание за счёт поверхностных вод (река Березнеговатая) и атмосферных осадков. Водный режим зависит водности реки Березнеговатой, в засушливый период пересыхает. Солёность — 13,80 г/л. Вода по химическому составу с преобладанием сульфатов (8,03 г/л) и натрия (4,01 г/л) Зимой замерзает. 

## Природа
Берега и акватория озера зарастает прибрежно-водной растительностью. Большая часть берегов занята осокой и кустарниками. В озере много водорослей и бесхребетных. Берега являются местом концентрации перелётных и гнездующихся водоплавающих птиц. На территории всего прибрежно-водного комплекса зарегистрировано 58 видов птиц, в том числе 16 — постоянно гнездятся. 
Для охраны прибрежно-водного комплекса в 1977 году был создан орнитологический заказник Булаховский Лиман, площадью 100 га.